# Wélissa Gonzaga
Wélissa de Souza Gonzaga, nota anche con lo pseudonimo di Sassà (Barbacena, 9 settembre 1982), è una pallavolista brasiliana, schiacciatrice del Mackenzie.

## Carriera

### Club
Dopo aver mosso i primi passi nel club della sua città natale, l'Olympic Barbacena, Wélissa Gonzaga inizia la sua carriera da professionista tra le file del Vasco da Gama, debuttando in Superliga nella stagione 2000-01. Approda poi al Paraná, dove milita nel seguente triennio e si aggiudica un Campionato Paranaense, prima della cessione dei diritti sportivi del suo club al Rio de Janeiro, al quale si lega per il successivo quadriennio e con cui vince tre scudetti consecutivi, una Coppa del Brasile e quattro edizioni del Campionato Carioca.
Nel campionato 2008-09 viene ingaggiata dal Finasa, vincendo un'altra Coppa del Brasile (premiata inoltre come miglior ricevitrice) e il Campionato Paulista. Nel campionato seguente approda al neonato Osasco, con cui si aggiudica le prime due edizioni del campionato sudamericano per club e un altro scudetto. Nella stagione 2011-12 passa al Sesi, militandovi per un biennio e conquistando una Coppa San Paolo, prima di approdare, nell'annata 2013-14, per la prima volta all'estero, ingaggiata in Liga Siatkówki Kobiet dal Dąbrowa Górnicza, con cui trionfa in Supercoppa polacca. 
Ritorna in patria già nella stagione 2014-15 per indossare la casacca del Praia Clube, con il quale conquista il Campionato Mineiro, mentre nella stagione seguente approda al Brasília, dove inizia a giocare nel ruolo di libero. Si trasferisce poi al Fluminense per il campionato 2016-17, restandovi per un triennio e vincendo un altro titolo statale. In seguito partecipa per la prima volta alla Superliga Série B, disputando l'edizione 2020 del torneo con l'Adeps.
Nel campionato 2020-21 torna a calcare i campi della massima serie brasiliana, ingaggiata dal Paranaense, con cui torna a disimpegnarsi nel ruolo di schiacciatrice, e, dopo un'annata di inattività, invece, approda all'ABEL. In seguito fa un'altra esperienza all'estero, partecipando negli Stati Uniti d'America all'Athletes Unlimited 2023, facendo poi ritorno in patria per prendere parte alla Superliga Série B 2024 con il Mackenzie.

### Nazionale
Nel 2002 entra nel giro della nazionale brasiliana, con cui vince la medaglia d'oro al campionato sudamericano 2003 e la medaglia d'argento alla Coppa del Mondo 2003, a cui segue la conquista di quattro medaglie d'oro al World Grand Prix (nelle edizioni 2004, 2005, 2006, 2008), altre due medaglie d'oro al campionato sudamericano (nel 2005 e nel 2007), la medaglia d'argento alla Grand Champions Cup 2005 (dove riceve anche il premio per il miglior servizio), l'oro alla Coppa panamericana 2006 e l'argento al campionato mondiale 2006, ancora un oro ai Giochi panamericani e un argento alla Coppa del Mondo 2007, seguiti dall'ennesimo oro alla Final Four Cup 2008 e, soprattutto, ai Giochi olimpici di Pechino.
Apre il seguente ciclo olimpico con la vittoria degli ori alla Coppa panamericana 2009, alla Final Four Cup 2009, al World Grand Prix 2009 e al campionato sudamericano 2009, mentre si aggiudica l'argento alla Grand Champions Cup. Un anno dopo vince la medaglia d'argento sia World Grand Prix, bissata anche nell'edizione 2011, che al campionato mondiale. Torna poi in nazionale vincendo la medaglia di bronzo al World Grand Prix 2015.

## Palmarès

### Club
- Campionato brasiliano: 4

2005-06, 2006-07, 2007-08, 2009-10
- Coppa del Brasile: 2

2007, 2008
- Supercoppa polacca: 1

2013
- Campionato Paranaense: 1

2003
- Campionato Carioca: 5

2004, 2005, 2006, 2007, 2016
- Campionato Paulista: 1

2008
- Campionato Mineiro: 1

2014
- Coppa San Paolo: 1

2012
- Salonpas Cup: 4

2004, 2006, 2007, 2008
- Campionato sudamericano per club: 2

2009, 2010

### Nazionale (competizioni minori)
- Trofeo Valle d'Aosta 2004
- Montreux Volley Masters 2005
- Trofeo Valle d'Aosta 2005
- Montreux Volley Masters 2006
- Trofeo Valle d'Aosta 2006
- Coppa panamericana 2006
- Giochi panamericani 2007
- Final Four Cup 2008
- Montreux Volley Masters 2009
- Coppa panamericana 2009
- Final Four Cup 2009

### Premi individuali
- 2005 - Grand Champions Cup: Miglior servizio
- 2008 - Superliga: Miglior difesa
- 2008 - Coppa del Brasile: Miglior ricevitrice
- 2009 - Campionato sudamericano per club: Miglior ricevitrice
- 2010 - Campionato sudamericano per club: Miglior servizio
- 2012 - Superliga: Miglior difesa